# EDN3
EDN3 (англ. Endothelin 3) – білок, який кодується однойменним геном, розташованим у людей на короткому плечі 20-ї хромосоми. Довжина поліпептидного ланцюга білка становить 238 амінокислот, а молекулярна маса — 25 454.
| 10         |  | 20         |  | 30         |  | 40         |  | 50         |
| ---------- |  | ---------- |  | ---------- |  | ---------- |  | ---------- |
| MEPGLWLLFG |  | LTVTSAAGFV |  | PCSQSGDAGR |  | RGVSQAPTAA |  | RSEGDCEETV |
| AGPGEETVAG |  | PGEGTVAPTA |  | LQGPSPGSPG |  | QEQAAEGAPE |  | HHRSRRCTCF |
| TYKDKECVYY |  | CHLDIIWINT |  | PEQTVPYGLS |  | NYRGSFRGKR |  | SAGPLPGNLQ |
| LSHRPHLRCA |  | CVGRYDKACL |  | HFCTQTLDVS |  | SNSRTAEKTD |  | KEEEGKVEVK |
| DQQSKQALDL |  | HHPKLMPGSG |  | LALAPSTCPR |  | CLFQEGAP   |  |            |

A: Аланін

C: Цистеїн

D: Аспарагінова кислота

E: Глутамінова кислота

F: Фенілаланін

G: Гліцин

H: Гістидин

I: Ізолейцин

K: Лізин

L: Лейцин

M: Метіонін

N: Аспарагін

P: Пролін

Q: Глутамін

R: Аргінін

S: Серин

T: Треонін

V: Валін

W: Триптофан

Кодований геном білок за функціями належить до вазоактивних білків, вазоконстрикторів. 
Задіяний у такому біологічному процесі, як альтернативний сплайсинг. 
Секретований назовні.